# آب‌سنگ‌های کورکا

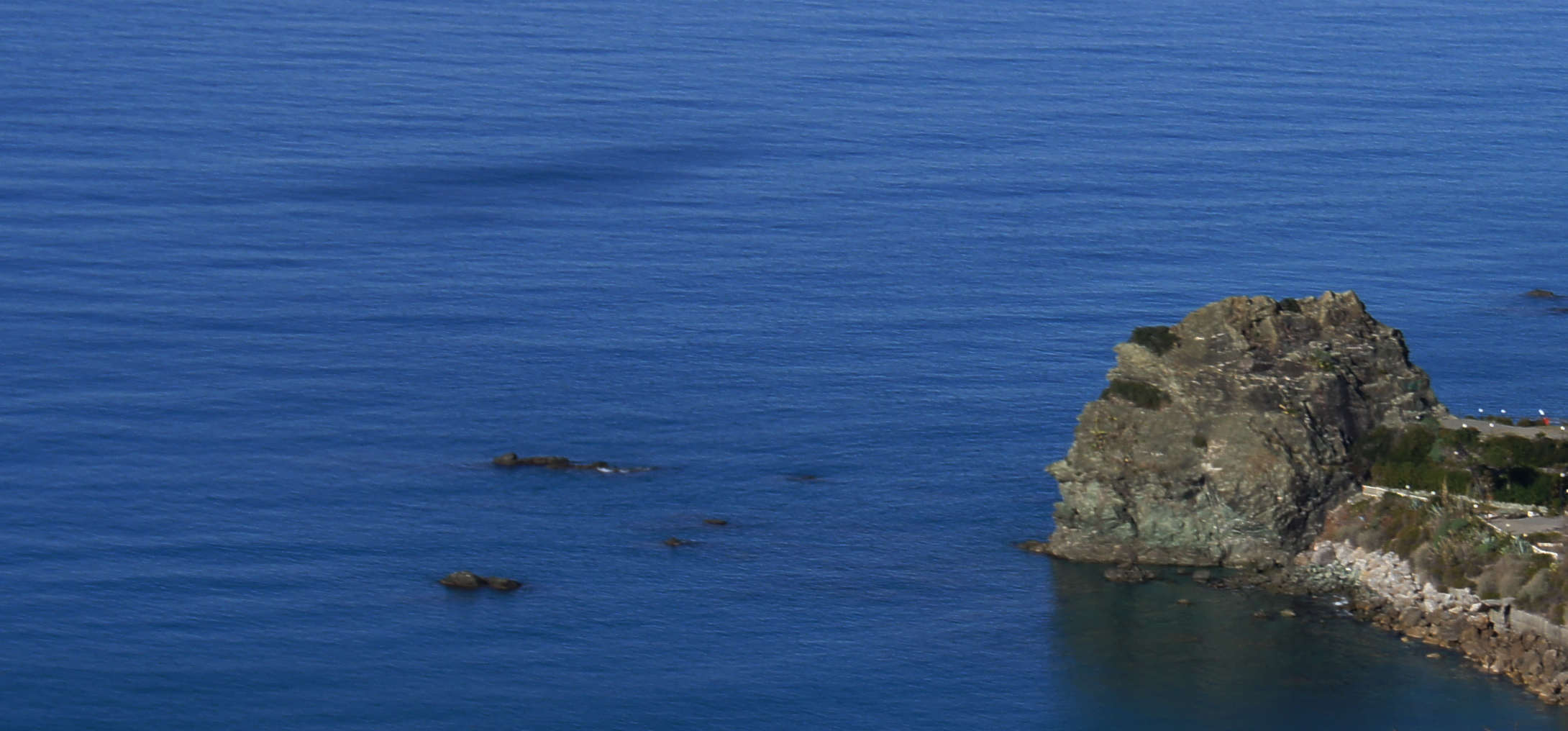
نمای آب‌سنگ‌های کورکا از سمت «کوله دِلی اولیوی»

آب‌سنگ‌های کورکا (انگلیسی: Coreca Reefs) به مجموعه‌ای از صخره‌های آبی گفته می‌شود که در دریای تیرنی در کالابریا و در شهر کورکا واقع شده‌اند. این مجموعه آب‌سنگ از ۱۰ صخرهٔ سنگی تشکیل شده‌است: «کاپوتو» (بزرگترین صخره)، «فورمیکا»، «لونگارینو»، «پیچیریلو»، «تیروله» (که به آن پیروله هم می‌گویند) و ۴ اسکوالی دل فونتانا.
کاپوتو بزرگترین صخرهٔ این مجموعه است و مساحت آن ۵۰ متر مربع است و بیشتر از آن برای شیرجه در آب، یا عکاسی و فیلم‌برداری استفاده می‌شود.
در فاصلهٔ دهه‌های ۱۹۶۰ تا ۱۹۸۰ میلادی، این منطقه میعادگاه تصویربرداران، علاقه‌مندان به رادیوی آماتور و گردهمایی‌های فعالان محیط زیست همچون «اتحادیه محافظت از پرندگان ایتالیا» (LIPU) بود که این فعالیت‌ها اینک دیگر در این منطقه دیده نمی‌شود.
این آب‌سنگ‌ها زیر نظر مقامات محلی آمانتئا واقع در استان استان کوزنتسا قرار دارد.